# James Yun
James Eas Yun (13 de mayo de 1981) es un luchador profesional estadounidense retirado, más conocido como Jimmy Wang Yang. Trabajó en la World Wrestling Entertainment, luchando en la marca SmackDown!. También es conocido por su trabajo en la TNA como Jimmy Yang y en la WCW como uno de los tres Jung Dragons. Actualmente reside en Cincinnati, Ohio administrando sus dos empresas, una de control de plagas y otra de autobuses de fiesta llamada Jimmy's Redneck Party Bus.

## Carrera

### World Championship Wrestling (1999-2001)
En junio de 1999, Yun firmó con la WCW, haciendo su debut televisivo en enero del año 2000. Originariamente fue parte del grupo The Jung Dragons con Jamie-San y con Kaz Hayashi. Fueron llevados a WCW por Jimmy Hart para pelear con 3 Count, otra facción. Hicieron su debut en pay-per-view en New Blood Rising, perdiendo una lucha de escalera ante 3 Count. Agregaron una gerente, Leia Meow, y continuó la enemistad con 3 Count, hasta que, a finales del año 2000, cuando Jamie-San fue desenmascarado y dejó el grupo, formó un Tag Team con Evan Karagias. El equipo de Yun se rivalizó con Karagias y Jamie hasta la compra de la WCW por la WWF.

### Heartland Wrestling Association (2001)
En marzo de 2001, la WWF firmó un contrato con Yun y le asignó a la compañía Heartland Wrestling Association en territorio de desarrollo. Sin planes de darle algún papel en su roster principal, la WWF despidió a Yun.

### All Japan Pro Wrestling (2001-2003)
Después de su breve periodo en la WWF, en la sección de desarrollo, Yun aceptó unirse a la liga All Japan Pro Wrestling donde él luchó tanto en un Tag Team como individualmente en la división de los Pesos Pesados. El 13 de abril de 2002, Yun, compitiendo como Yang, se asoció con Kaz Hayashi y Hi69 para derrotar a Kazushi Miyamoto , Gran Naniwa y Ryuji Hijikata . El 17 de julio en un PPV de AJPW, Yang se asoció con Hayashi y George Hines para derrotar a Ryuji Hijikata , Gran Naniwa y Johnny Smith. Más de un mes después, Yang regresó a AJPW el 31 de agosto, haciendo equipo con Masaaki Mochizuki y Dragon Kid para derrotar a Magnum Tokyo, Susumu Yokosuka y Darkness Dragon. Yang sufrió su primera derrota en AJPW el 15 de septiembre, cuando él y Kazushi Miyamoto perdieron ante Kendo Kashin y Robbie Brookside, aunque ese mismo mes se asoció con Kaz Hayashi para ganar la Real World Junior Heavyweight Tag Team League. Al mes siguiente, Yang derrotó a Gran Hamada y Gran Naniwa en una lucha a tres bandas, antes de que él y Yoji Anjoh perdieran anteMike Barton y Jim Steele . A lo largo de finales de 2002, Yang continuó compitiendo en partidos de parejas de seis hombres, con resultados mixtos.

### Total Nonstop Action Wrestling
Desde mayo hasta agosto de 2002, Yang fue uno de los tres componentes del grupo The Flying Elvises en la TNA junto a Sonny Siaki y a Jorge Estrada. Yang y los otros Elvises en su primera batalla en la TNA, vencieron a A.J. Styles,a Jerry Lynn, y a Low Ki en una batalla por parejas de seis personas (Six-man tag team match).

### World Wrestling Entertainment (2003-2005)
En septiembre del 2003, haciendo caso a su criticada-aclamada batalla con Tommy Dreamer en Sunday Night Heat, Yun firmó tres años de contrato con la renombrada WWE . Él, con el japonés americano Ryan Sakoda, hizo su debut el 19 de octubre de 2003 No Mercy. Yun cambió su apodo a Akio (una referencia al legendario luchador japonés Mr. Saito) y se unió a Sakoda, formando el tag team Kyo Dai ("Japonés para hermanos"), los cómplices del luchador japonés Tajiri.
Sakoda fue despedido de la WWE y Tajiri fue transferido a la subdivisión de la WWE RAW. Esto dejó solo a Yun, el cual fue bajando de rango hasta llegar a ser del roster inferior, apareciendo solo en Velocity en la división de los Pesos Cruceros (Cruiserweight). Fue liberado el 5 de julio de 2005.

### Ring of Honor (2005, 2006)
Después de ser liberado de la WWE, Yun firmó por la liga Ring of Honor (ROH). Él debutó el 1 de octubre de 2005 en el New Yorker Hotel en Manhattan, perdiendo frente a James Gibson. Yun perdió otra vez la noche siguiente frente a Christopher Daniels y otra vez dos semanas después frente a Roderick Strong, a causa de eso, se alejó un tiempo de la empresa. Volvió a ROH en enero de 2006 y entonces consiguió su primer triunfo en ROH haciendo equipo con Matt Sydal y con Jack Evans en el torneo de tríos. Sin embargo, fue derrotado en el último momento frente a The Embassy. Yun estuvo en la empresa durante varios meses, luchando como Jimmy Yang y usando las mismas artes marciales que el personaje que interpretaba en la WCW. La música de su entrada es el tema de la película de artes marciales The Last Dragon y hasta el personaje de la película Taimak (Interpretando el papel del personaje que él hace en ROH, 'Bruce Leroy') vino a ayudarle en su feudo con un miembro de los Embassy, Jimmy Rave.

### World Wrestling Entertainment (2006-2010)

#### 2006-2007
En mayo del 2006, Yun hizo su retorno a la WWE, como Akio, en una edición de HEAT en una batalla frente a Charlie Haas. Esta batalla impresionó a la WWE la cual re-firmó por él una vez más. El 25 de agosto de 2006, en una edición de Smackdown! entró Yun haciendo el papel de un vaquero llamándose a sí mismo Jimmy Wang Yang.
El 29 de septiembre él hizo su debut en el ring perdiendo frente a Sylvan con trampas, pues Sylvan usó ilegalmente las cuerdas para asegurarse la victoria. Esto le llevó a tener un feudo con Sylvan. Semanas después, junto a él entró Amy Zidian haciendo de su mánager. Casualmente ella fue liberada un mes después por un altercado con otras divas.
En diciembre de 2006, Yun se enfeudó con Gregory Helms por el campeonato crucero. Yang retó a Helms por el campeonato crucero y perdió frente a él en Armageddon. Después, él participó en una batalla real en No Way Out por el campeonato crucero siendo eliminado al último por Chavo Gerrero ganando este el campeonato. En ediciones posteriores intento conseguir el campeonato crucero formando un feudo con chavo. En la edición del 15 de junio de SmackDown!, Jimmy acabó siendo el contendiente número 1 por el campeonato crucero tras ganar un battle royal, alargando su feudo con Chavo dos meses más.
Después de los frustrados intentos de conseguir el campeonato crucero formó equipo con Shannon Moore para derrotar a Daivari y a Jamie Noble en una batalla por parejas. En Vengeance, perdió otra vez la oportunidad de conquistar el campeonato crucero perdiéndolo frente a Chavo Gerrero. 
En reinteradas ocasiones era utilizado de Jobber como por ejemplo en la edición de SmackDown! del 13 de julio cuando fue derrotado por Finlay y atacado por el compañero de tal, Hornswoggle, poco después en The Great American Bash tampoco no pudo conseguir el campeonato debido a que Hornswoggle hizo su aparición de último minuto para ganar el campeonato.
Debido al Draft Jimmy consiguió una amiga y mánager por poco tiempo, Torrie Wilson, en donde hacían pareja para luchar contra Kenny Dykstra y Victoria; Después de que Torrie se lesionara y se lesdigara de la WWE Jimmy dejó de tener mánager y otra vez empezó a luchar individualmente.
En la edición del 12 de octubre de SmackDown!, Jamie Noble, para conseguir ser el único contendiente para el campeonato crucero, le dijo a Deuce y a Domino que Yang había estado insultando a la hermana de Domino y novia de Deuce, Cherry. Esa misma noche Deuce'n'Domino se enfrentaron a Yang, ganando Yang el combate. La semana siguiente, Jimmy Wang Yang y Shannon Moore hicieron equipo contra Deuce 'N Domino en una batalla por equipos, en la que ganaron Yang y Moore.

#### 2008

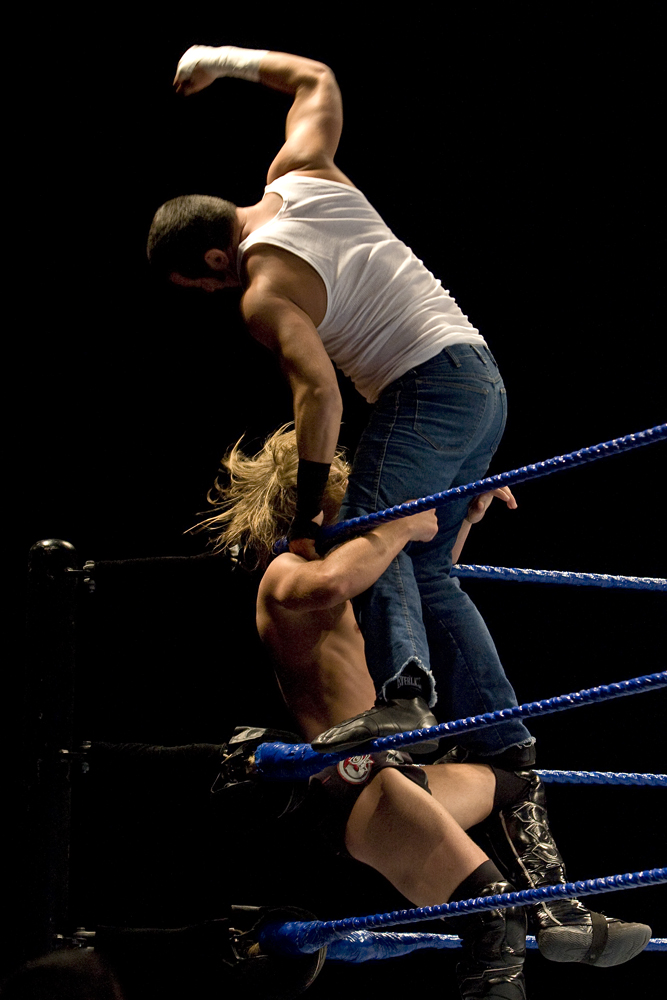
Jimmy Wang Yang peleando contra The Brian Kendrick en septiembre de 2008

Formado el grupo con Shannon Moore empezaron el año saliendo victoriosos en numerosas luchas por lo que pronto entraron en un feudo con los Campeones en pareja de la WWE John Morrison y The Miz; lograron ganar unas cuantas veces pero cuando el campeonato no estaba en juego; perdieron una lucha clasificatoria para el Royal Rumble luego de que fueran derrotados por los ya mencionados anteriormente. Participó en la Batalla Real de 24 Hombres en WrestleMania XXIV para buscar un retador al Campeonato de la ECW, resistió un buen tiempo pero fue eliminado por lo que no ganó la lucha.
En las ediciones de mayo y junio no apareció mucho en las ediciones de SmackDown!, solo lo hacía cuando luchaban parejas de la marca. El día 6 de junio de 2008, la página web de la WWE anunció la suspensión de Jimmy por consumo de drogas; dicha suspensión es de 30 días, al ser la primera vez que ocurre esto.
Cuando su suspensión terminó, hizo otra vez pareja con Shannon Moore pero esta vez por un corto tiempo ya que Moore fue despedido el 8 de agosto. Participó en el Saturday's Night Main Event pero no logró derrotar a The Great Khali. A partir de ahí luchó individualmente, sin embargo lo utilizaron de Jobber. En una edición de Smackdown!, luchó con el nombre de John Wayne Wang como vaquero, ganó por DQ ante The Brian Kendrick.

#### 2009-2010
En febrero se enfrentó a Umaga recibiendo una paliza. Luego de un tiempo sin aparecer en Smackdown apareció perdiendo frente a Dolph Ziggler y perdió nuevamente frente a él pero en WWE Superstars. Desde entonces solo aparecía en los Dark Match de Smackdown!. Apareció en el PPV de WWE Breaking Point apagando la luz y asustando a CM Punk haciéndolo pensar que era The Undertaker y después siendo golpeado por CM Punk.
Posteriormente empezó a hacer equipo con Slam Master J luchando contra The Hart Dynasty perdiendo en todos los combates, luego pasaron a luchar solo en Superstars, donde derrotaron a la unión de Charlie Haas y Mike Knox. En un House Show fue derrotado por Drew McIntyre por el título Intercontinental. En un posterior episodio de Smackdown! fue derrotado por Ezekiel Jackson. Finalmente, el 22 de abril de 2010 fue liberado de su contrato por la WWE.

### Circuito independiente (2010-2013)
En mayo del 2010, después de ser despedido por la WWE, Yun regresó al circuito independiente como Jimmy Yang, y anunció que sería parte de la nueva HighSpots Pro Wrestling Superstars. El 25 de julio luchó como Jimmy Yang en la All Japan Pro Wrestling en la 2010 Junior League. Yang terminó como segundo de su bloque al derrotar a Shuji Kondo, MAZADA y Taka Michinoku, avanzando a las semifinales del torneo. El 8 de agosto derrotó a Minoru en las semifinales y a KAI en las finales, ganando la Junior Heavyweight League de 2010. Con su victoria, Yang se había ganado una oportunidad en el Campeonato Mundial Junior Heavyweight, pero fue derrotado en su lucha por el título el 29 de agosto por el campeón defensor, el excompañero de equipo de Yang, Kaz Hayashi. El 27 de junio de 2011, Yang hizo un regreso de una noche a TNA en las grabaciones de la edición del 30 de junio de Impact Wrestling, trabajando en su viejo truco Flying Elvis y perdiendo ante Low Ki en un partido de primera ronda a tres bandas de un torneo para un contrato de TNA, que también incluía a Matt Bentley. El 21 de septiembre de 2011, EAW International a través de un comunicado de prensa anuncia la incorporación de Jimmy Wang Yang al elenco de la empresa EAW International. Finalmente debuta en México el 15 de octubre de 2011 en la Ciudad de Toluca México, con un triunfo sobre Mr. Águila y Fauno, y teniendo por pareja al Hijo de Rey Mysterio. Durante el resto del año 2011, Wang Yang se mantuvo un tiempo luchando en TNA. El 21 de junio de 2013 luchó contra Paul London por su campeonato saliendo derrotado, hasta que a finales del mismo año anunció su retiro de la lucha libre profesional.

### WWE (2021)
Yun regresó a la WWE como productor entre bastidores el 25 de octubre de 2021 durante la transmisión en vivo de Raw. El 28 de diciembre, Yun anunció que WWE lo liberó de su papel de productor.

### Regreso al Circuito independiente (2022-presente)

#### Mejor League Wrestling (2024)
Yun fue anunciado para participar en el Battle Riot.

## En lucha
- Movimientos finales
  - Yang Time[1] (Diving moonsault, a veces a un oponente de pie[11])
  - Highspeed high kick a la cabeza de un oponente levantándose[12] - 2003; adoptado de Tajiri
  - Akio Time[13] (Diving corkscrew moonsault, a veces a un oponente de pie)

- Movimientos de firma
  - Fists of Fury[1] (Double fist strike)
  - Arm wrench inside cradle pin[14]
  - Back to belly piledriver[1]
  - Baseball slide transicionado en hurricanrana
  - Corner backflip dropkick[1][11]
  - Diving crossbody
  - Corner sitout powerbomb
  - Dropkick,[14] a veces desde una posición elevada
  - Superkick, a veces desde una posición elevada
  - Springboard,[1] diving[11] o running moonsault[15]
  - Fireman's carry takeover[14]
  - Rope hanging figure four necklock[1]
  - Cross-armed iconoclasm[1]
  - Jumping spinning leg lariat
  - Step-up leg lariat
  - Overhead kick
  - Tilt-a-whirl headscissor takedown[11]
  - Monkey flip
  - Reverse tiger feint kick a un oponente arrinconado[16]
  - Múltiples punching combinations con burlas[17]
  - Spinning heel kick[1] a un oponente arrinconado o cargando
  - Sitout scoop slam piledriver[1]
  - Legsweep
  - Suicide dive
  - Kip-up

- Managers
  - Leia Meow
  - Bruce Leroy
  - Tajiri
  - Amy Zidian
  - Torrie Wilson

- Apodos
  - "SmackDown's Resident Redneck"
  - "Everyone's Favorite Asian Redneck"

## Campeonatos y logros
- All Japan Pro Wrestling
  - Junior League (2010)[9]
  - AJPW Real World Junior Heavyweight Tag Team League (2002) - con Kaz Hayashi
  - BAPE STA!! Tag Tournament (2003) - con Satoshi Kojima

- Pro Wrestling Illustrated
  - Situado en el N°144 en los PWI 500 del 2008[18]
  - Situado en el Nº169 en los PWI 500 de 2009[19]
  - Situado en el Nº288 en los PWI 500 de 2010[20]
- Otros títulos
  - Central American Middleweight Championship (1 vez)

## Filmografía
- Royal Kill (2007)